# Lemvig-Thyborøn Håndbold
Lemvig-Thyborøn Håndbold ist die Bezeichnung für die Profi-Handballer des Nr. Lem-Nr. Nissum Forenede Håndboldklubber (N.N.F.H. Lemvig) aus der dänischen Lemvig Kommune. Die erste Herrenmannschaft spielte mehrere Spielzeiten in der erstklassigen Håndboldligaen. Die Frauenmannschaft gewann 1984 den Landespokal und nahm am Europapokal der Pokalsieger teil.

## Geschichte
Der heutige NNFH Lemvig entstand 1969 als Nørlem/Nørre Nissum aus der Fusion der örtlichen Handballvereine Nørre Nissum KFUM und Nørre Lem GF. Die Profi-Handballer wurden 2006 als Lemvig Håndbold A/S aus dem Hauptverein ausgegliedert und gingen vier Jahre später eine Spielgemeinschaft mit dem HK 68 aus Thyborøn ein. Der HK verließ die Spielgemeinschaft zwar 2013, trotzdem bezeichnet sich der NNFH weiterhin als Lemvig-Thyborøn Håndbold.
Die Herrenmannschaft gehörte bereits von 1974 bis 1978 der damals erstklassigen 1. division an, beste Platzierung war dabei ein siebter Platz in der Saison 1974/75. Nach der Neustrukturierung des Vereins gelang 2006 der Wiederaufstieg in die Håndboldligaen und das Team entwickelte sich zu einer klassischen Fahrstuhlmannschaft. Zwischen 2006 und 2015 belegte man jedes Jahr entweder einen direkten Auf- bzw. Abstiegsplatz oder nahm an den Relegationsspielen zur ersten Liga teil. Einzig zwischen 2009/10 und 2011/12 gelang es dabei, mehrere Spielzeiten in Folge in der Erstklassigkeit zu verbleiben.
Die Damenmannschaft gehörte in den 1980er-Jahren ebenfalls mehrere Jahre der damals erstklassigen 1. division an und erreichte 1987/88 mit dem dritten Platz der Meisterschaftsendrunde (zweiter Platz der Hauptrunde) ihre beste Platzierung. Nach einer Niederlage im Pokalfinale 1983 gegen Helsingør IF (14:20) gelang ein Jahr später in eigener Halle mit einem 16:14-Finalsieg gegen den Frederiksberg IF der Titelgewinn und somit der größte Erfolg der Vereinsgeschichte. 1984/85 vertrat man Dänemark im Europapokal der Pokalsieger und schied im Achtelfinale gegen den DDR-Vertreter SC Magdeburg aus.